# Mathias Jung
Mathias Jung (n. 17 decembrie 1958, Brotterode-Trusetal⁠(d), Turingia, Germania) este un biatlonist ce a reprezentat Republica Democrată Germană, medaliat olimpic. A participat la o ediție a Jocurilor Olimpice (1980) în care a câștigat o medalie de argint.